# Susan Johnson (Regisseurin)

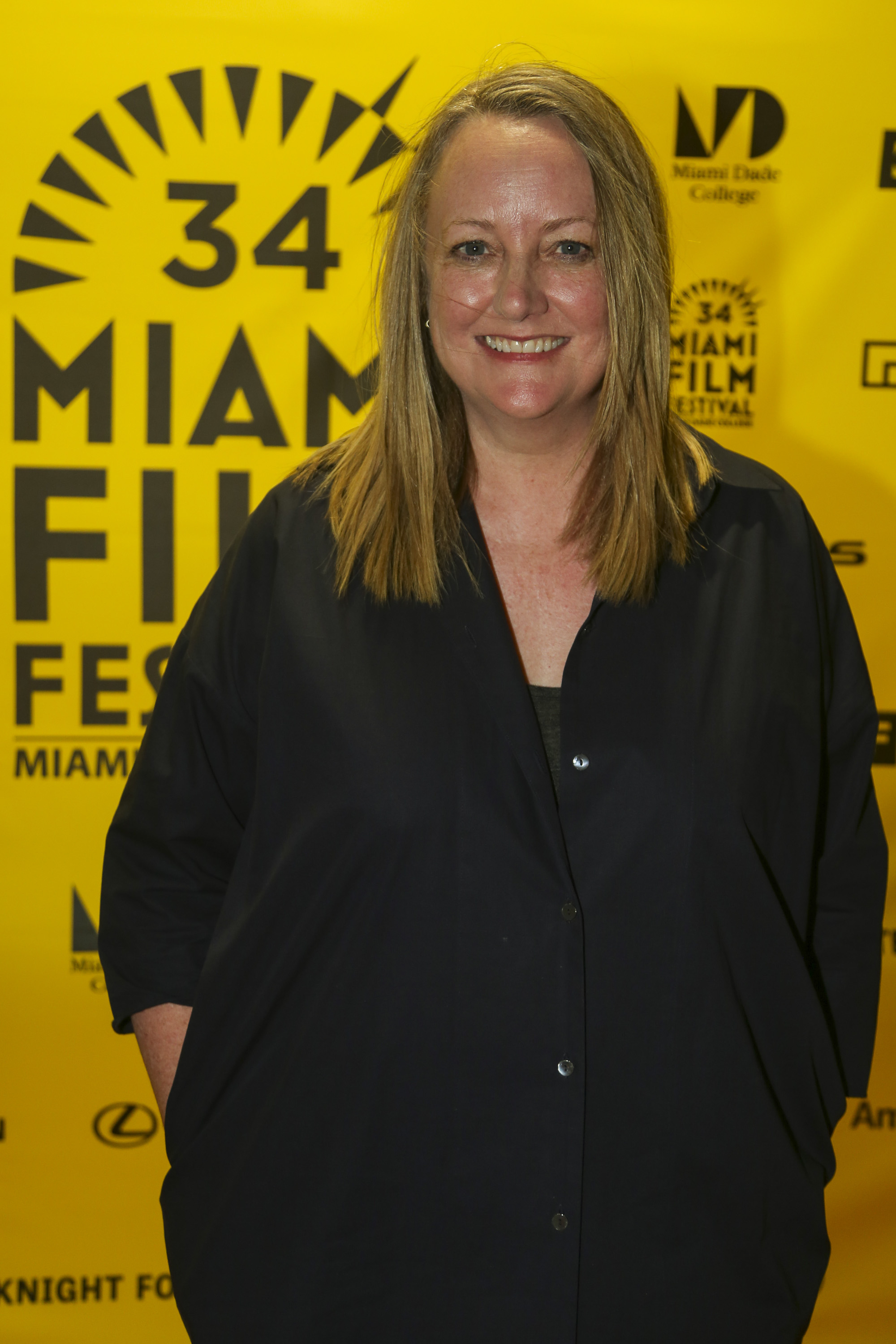
Susan Johnson (2017)

Susan Johnson (* 18. Dezember 1970 in Phoenix, Arizona) ist eine US-amerikanische Filmproduzentin und Regisseurin.

## Karriere
Johnson erhielt ein Vollstipendium für das American Film Institute Conservatory, wo sie 2000 ihren Master in Regie abschloss. Für ihre Kursarbeit drehte sie drei Kurzfilme, Second Coming (1999), Call My Name (1999) und Destiny Stalled (2000).
Johnson begann ihre Karriere als Assistentin der William Morris Agency. 1992 gründete sie zusammen mit dem Musikjournalisten Kevin Murphy die Musikvideo-Produktionsfirma Vendetta Films, die das Musikvideo für EMFs Cover „Search and Destroy“ von der Unexplained EP produzierte. Im folgenden Jahr produzierte sie die Musikvideos für vier Gloria-Estefan-Songs, darunter „Mi Tierra“, „Con Los Años Que Me Quedan“, aus dem Album Mi Tierra. Sie drehte Regie bei Sara Evans Videos „Three Chords and the Truth“, „The Cryin’ Game“ und „I Don’t Want To See The Light“. 1998 drehte sie das Musikvideo „Guilty“ für The Warren Brothers und im folgenden Jahr das Musikvideo „Better Man“. 1999 drehte Johnson das Musikvideo für das Lied „All I Want Is Everything“ der US-amerikanischen Country-Sängerin Mindy McCreets, für deren Album „I’m Not So Tough“.
Johnson begann ihre Karriere als Filmproduzentin mit dem Coming-of-Age-Film Mean Creek (2004), für den sie den Independent Spirit John Cassavetes Award und den Humanitas Prize gewann. 2005 produzierte sie das Drama Nearing Grace mit Jordana Brewster, Gregory Smith, David Morse und Ashley Johnson nach einem Drehbuch von Jacob Estes, das aus dem Scott Sommer-Roman adaptiert wurde. Im folgenden Jahr produzierte Johnson den Dramafilm Die Delfinflüsterin (2006) mit Jane Lynch, Carly Schroeder, George Harris, Katharine Ross und Adrian Dunbar.
2007 gründete Johnson zusammen mit dem kanadisch-amerikanischer Schauspieler Gregory Smith Braveart Films und produzierte die Komödie Wieners mit Kenan Thompson und Darrell Hammond, Zachary Levi, Jenny McCarthy, Andy Milonakis und Joel Moore. Johnson produzierte auch die Fortsetzung von Eye of the Dolphin, Beneath the Blue (2010), in der Paul Wesley die Hauptrolle spielte.
Ihr Regiedebüt gab sie 2016 mit der Verfilmung von Caren Lissners Roman Carrie Pilby mit Bel Powley, Nathan Lane und Gabriel Byrne. Der Film wurde auf dem Toronto International Film Festival 2016 uraufgeführt und als einer von 34 „Special Presentation Films“ ausgewählt. Es wurde von The Orchard im März des folgenden Jahres veröffentlicht und im September 2017 auf Netflix gezeigt. Johnson führte Regie bei der Verfilmung von Jenny Hans Roman To All the Boys I’ve Loved Before, im Jahr 2018 mit Lana Condor, John Corbett, und Janel Parrish. Der Film wurde von Netflix veröffentlicht. An der Fortsetzung To All the Boys: P.S. I Still Love You war sie als Ausführende Produzentin beteiligt.

## Filmografie (Auswahl)
Produktion
- 2004: Mean Creek
- 2005: Nearing Grace
- 2006: Die Delfinflüsterin
- 2008: Wieners
- 2010: Beneath the Blue – Geheimnisse der Tiefe
- 2014: God Help the Girl (Co-Produzentin)
- 2016: Carrie Pilby
- 2016: Liebe auf 4 Pfoten (Unleashed)

Regie
- 2016: Carrie Pilby
- 2018: To All the Boys I’ve Loved Before